# Canny-sur-Thérain
Canny-sur-Thérain is een gemeente in het Franse departement Oise (regio Hauts-de-France) en telt 185 inwoners (2005). De plaats maakt deel uit van het arrondissement Beauvais.

## Geografie
De oppervlakte van Canny-sur-Thérain bedraagt 5,9 km², de bevolkingsdichtheid is 31,4 inwoners per km².
De onderstaande kaart toont de ligging van Canny-sur-Thérain met de belangrijkste infrastructuur en aangrenzende gemeenten.

## Demografie
Onderstaande figuur toont het verloop van het inwonertal (bron: INSEE-tellingen).